# Allothelaira luteicornis
Allothelaira luteicornis är en tvåvingeart som först beskrevs av Townsend 1927.  Allothelaira luteicornis ingår i släktet Allothelaira och familjen parasitflugor. Inga underarter finns listade i Catalogue of Life.